# Johann Nikolaus Düringer

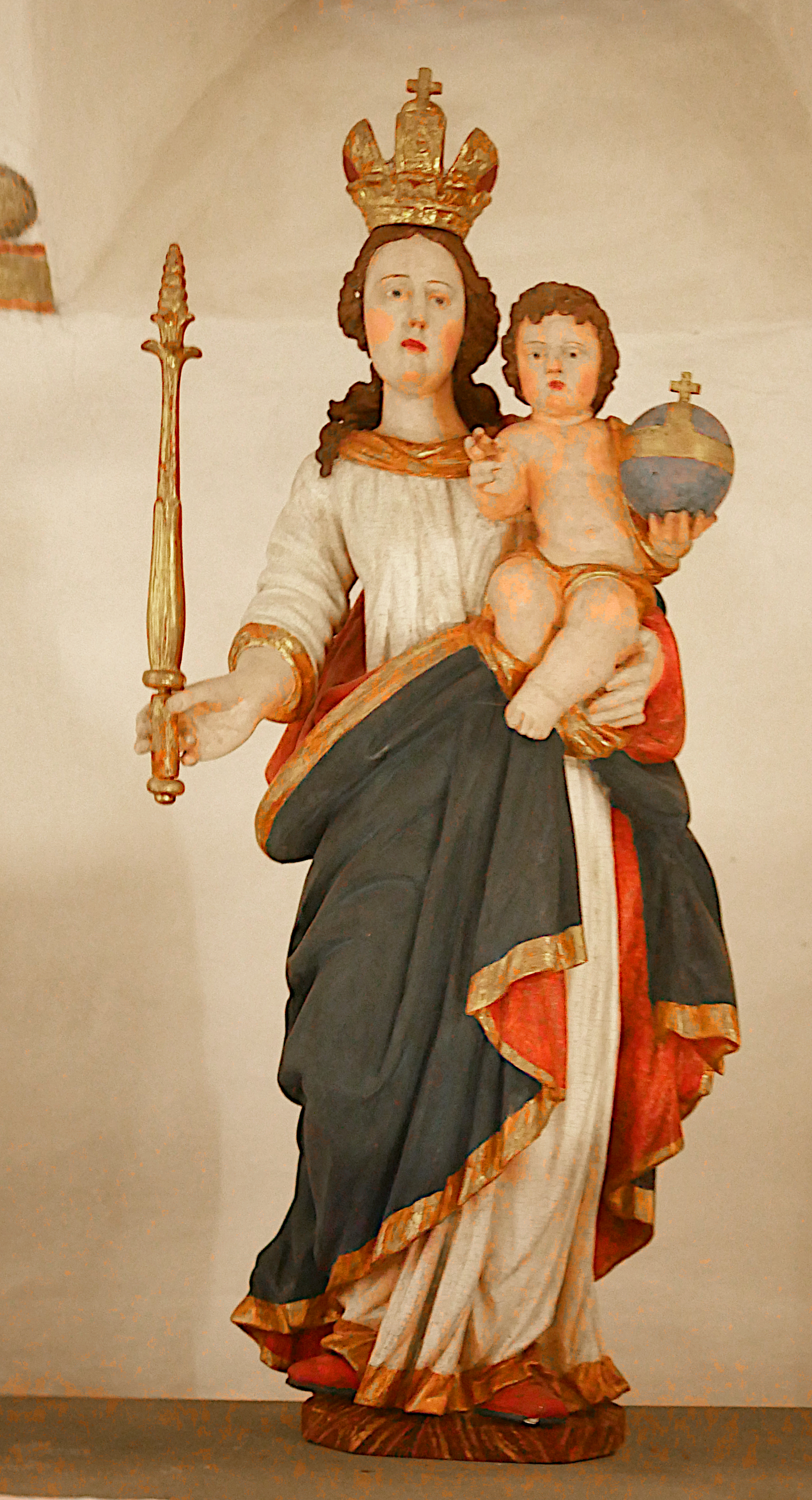
Madonna mit Kind von Johann Nikolaus Düringer in St. Cyriakus (Berghausen)

Johann Nikolaus Düringer (* 20. April 1700 in Großwenkheim bei Bad Neustadt an der Fränkischen Saale; † 29. Dezember 1756 in Rüblinghausen) war ein Barockbildhauer. Seine Werke gehören zur Ausstattung vieler Kirchen und Kapellen des südlichen Sauerlandes und des Siegerlandes. Bekannte Werke sind die Altare in der Kreuzkapelle sowie der Matthäuskapelle in Olpe. Er ließ sich 1730 in Rüblinghausen bei Olpe nieder, wo er bis zu seinem Tode im Jahr 1756 wirkte.
Die Stadt Olpe, zu der der Ort Rüblinghausen heute gehört, hat den Künstler zweifach geehrt: Zum einen trägt eine Grundschule den Namen „Düringerschule“, zum anderen wurde die Düringerstraße nach Johann Nikolaus Düringer benannt. Am Standort seines einstigen Wohnhauses weist eine Gedenktafel auf den Künstler hin.
| Personendaten    | Personendaten             |
| ---------------- | ------------------------- |
| NAME             | Düringer, Johann Nikolaus |
| KURZBESCHREIBUNG | Barockbildhauer           |
| GEBURTSDATUM     | 20. April 1700            |
| GEBURTSORT       | Großwenkheim              |
| STERBEDATUM      | 29. Dezember 1756         |
| STERBEORT        | Rüblinghausen             |